# Алексеј Бутаков
Алексеј Бутаков (Санкт Петербург, 30. мај 1907 – Београд, 30. октобар 1953) био је пијаниста и композитор руског порекла.
Музичку школу и Филозофски факултет завршио у Београду. Радио је као професор у Српској музичкој школи, у којој је од 1945. до 1946. године био и директор. Поред музичко-педагошког рада активно је концертирао у току целог живота, нарочито као камерни сарадник и пратилац. Интензивније је почео компонповати у немачком заробљеништву у току Другог светског рата.

## Дела
- Квартет за обоу, кларинет, енглески рог и фагот
- Свита за фагот и клавир
- Свита за кларинет и клавир
- Ноктурно за флауту и клавир
- Прелудијум за клавир
- Балет Борба за земљу
- Пет песама за глас и клавир
- Музика за филм Црвени цвет